# Cupa României la handbal feminin 2018-2019
Cupa României la handbal feminin 2018-2019 a fost a 34-a ediție a competiției de handbal feminin românesc organizată de Federația Română de Handbal (FRH) cu începere din 1978. Datele celor patru etape ale ediției 2018-2019 a Cupei au fost precizate în regulamentul de desfășurare a Cupei României, publicat pe 1 iulie 2018, pe pagina oficială a FRH.
Competiția a fost sponsorizată de Fan Courier și a purtat numele de Cupa României Fan Courier feminin.
Ediția din 2019 a fost câștigată de CSM București, fiind al patrulea trofeu de acest fel obținut de formația bucureșteană.

## Echipe participante
Conform regulamentului, la ediția 2018-2019 a Cupei României au participat „toate echipele din Liga Națională și echipele din Divizia A, excepție făcând echipele de Divizia A – echipe de junioare sau a doua echipă a unui club din Liga Națională”.

## Tragerile la sorți și datele manșelor
| Rundă                     | Data tragerii la sorți | Data partidelor          |
| ------------------------- | ---------------------- | ------------------------ |
| Turul preliminar          | 26 noiembrie 2018      | 22–23 decembrie 2018     |
| Șaisprezecimile de finală | 8 ianuarie 2019        | 17 februarie 2019        |
| Optimile de finală        | 19 februarie 2019      | 17 martie 2019           |
| Sferturile de finală      | 19 martie 2019         | 31 martie–1 aprilie 2019 |
| Final4                    | 2 aprilie 2019         | 19–21 aprilie 2019       |

## Sistem
Competiția s-a desfășurat cu șaisprezecimi de finală, optimi de finală, sferturi de finală și un turneu final de tip Final Four. Orașul care a găzduit formatul final cu 4 echipe a fost stabilit de către Comisia Centrală de Competiții a FRH la o dată ulterioară începerii întrecerii. Conform regulamentului de desfășurare a competiției, data limită pentru depunerea ofertei de organizare a Final Four a fost stabilită „la 7 zile de la desfășurarea sferturilor de finală”, adică pe 7 aprilie 2019.
Pe data de 2 noiembrie 2018, Consiliul de Administrație al Federației Române de Handbal a aprobat desfășurarea unui tur suplimentar al Cupei României 2018-2019, la care au participat doar echipele înscrise în Divizia A și având drept de promovare (22 echipe). Acest tur a avut loc pe data de 23 decembrie 2018.

### Turul preliminar
La acest tur au participat doar echipele înscrise în Divizia A și având drept de promovare (22 echipe). Numele celor 22 de echipe au fost notate pe bilete și au fost introduse într-o urnă, fiind apoi trase la sorți. Primele 16 echipe extrase s-au calificat direct în faza șaisprezecimilor Cupei României. Celelalte șase echipe extrase au jucat trei partide, după cum urmează: între echipele de pe biletele cu numerele 17–18, 19–20 și 21–22. Echipele extrase pe biletele cu numerele 17, 19 și 21 au fost gazde, iar echipele extrase pe biletele cu numerele 18, 20 și 22 au fost oaspete. Tragerea la sorți a avut loc pe 26 noiembrie 2018, de la ora 11:00, la sediul FRH, iar cele trei jocuri s-au desfășurat pe 22–23 decembrie 2018. 
În urma tragerii la sorți au rezultat partidele de mai jos. Câștigătoarele celor trei meciuri au completat lista echipelor calificate în șaisprezecimile Cupei României.
| 22 decembrie 2018 12:00 | Székelyudvarhelyi NKK | 24 – 27 | Crișul Chișineu Criș | Sala Sporturilor, Odorheiu Secuiesc Arbitri: Agliceriu, Turdean |
| 22 decembrie 2018 12:00 | Kerekes 6             | (14–14) | Klimek 8             | Sala Sporturilor, Odorheiu Secuiesc Arbitri: Agliceriu, Turdean |
| 22 decembrie 2018 12:00 | 4× 1×                 | Raport  | 4× 3×                | Sala Sporturilor, Odorheiu Secuiesc Arbitri: Agliceriu, Turdean |

| 23 decembrie 2018 11:00 | HC Activ CSO Plopeni | 28 – 22 | CS Danubius Călărași | Sala Sporturilor, Plopeni Arbitri: Nițișor, Stamatoiu |
| 23 decembrie 2018 11:00 | Șerban 10            | (13–9)  | Croitoru 11          | Sala Sporturilor, Plopeni Arbitri: Nițișor, Stamatoiu |
| 23 decembrie 2018 11:00 | Raport               |         |                      | Sala Sporturilor, Plopeni Arbitri: Nițișor, Stamatoiu |

| 23 decembrie 2018 11:00 | CSU Reșița           | 41 – 18 | ACS Spartac București | Sala Sporturilor, Reșița Arbitri: Constantinescu, Lascu |
| 23 decembrie 2018 11:00 | Dumitrescu, Kovari 8 | (21–4)  | Albu 6                | Sala Sporturilor, Reșița Arbitri: Constantinescu, Lascu |
| 23 decembrie 2018 11:00 | 2×                   | Raport  | 3× 2×                 | Sala Sporturilor, Reșița Arbitri: Constantinescu, Lascu |

### Șaisprezecimile de finală
Șaisprezecimile de finală au fost stabilite a se desfășura pe 17 februarie 2019. Tragerea la sorți pentru stabilirea meciurilor din cadrul șaisprezecimilor de finală a avut loc pe 8 ianuarie 2019, de la ora 11:30, la sediul FRH. Echipele au fost extrase pe rând din urnă, iar partidele s-au jucat după cum urmează: prima echipă extrasă a jucat cu a doua echipă extrasă, a treia echipă extrasă a jucat cu a patra echipă extrasă și așa mai departe. Pentru fiecare partidă, echipa extrasă prima a fost gazdă, iar echipa extrasă a doua a fost oaspete. În cazurile în care o echipă din Divizia A a jucat împotriva unei echipe din Liga Națională, partida s-a desfășurat pe terenul echipei din Divizia A. Câștigătoarele partidelor au avansat în optimile de finală.
În urma tragerii la sorți au rezultat partidele de mai jos.
| 12 februarie 2019 11:00 | CS Știința Bacău  | 32 – 36 | HC Zalău   | Sala Sporturilor, Bacău Arbitri: Chirițoiu, Neagu |
| 12 februarie 2019 11:00 | Croitoriu, Faig 7 | (12–18) | Mihalcea 6 | Sala Sporturilor, Bacău Arbitri: Chirițoiu, Neagu |
| 12 februarie 2019 11:00 | 5× 3× 1×          | Raport  | 5× 3×      | Sala Sporturilor, Bacău Arbitri: Chirițoiu, Neagu |

| 16 februarie 2019 11:00 | CS Dacia Mioveni | 15 – 27 | CS Gloria 2018 | Sala Trivale, Pitești Arbitri: Doană, Gociu |
| 16 februarie 2019 11:00 | Văcariu 5        | (8–12)  | Rodríguez 5    | Sala Trivale, Pitești Arbitri: Doană, Gociu |
| 16 februarie 2019 11:00 | 2× 2×            | Raport  | 1× 2×          | Sala Trivale, Pitești Arbitri: Doană, Gociu |

| 16 februarie 2019 TVR 211:00 | CSU Știința București | 25 – 31 | „U” Cluj   | Sala „Concordia”, Chiajna Arbitri: Lungu, Paraschiv |
| 16 februarie 2019 TVR 211:00 | Trufil-Ruje 7         | (10–20) | Senocico 6 | Sala „Concordia”, Chiajna Arbitri: Lungu, Paraschiv |
| 16 februarie 2019 TVR 211:00 | 2× 3×                 | Raport  | 3× 3×      | Sala „Concordia”, Chiajna Arbitri: Lungu, Paraschiv |

| 16 februarie 2019 TVR 117:30 | Corona Brașov | 24 – 28 | CSM București    | Sala „Dumitru Popescu Colibași”, Brașov Arbitri: Pîrvu, Potîrniche |
| 16 februarie 2019 TVR 117:30 | Tîrcă 12      | (12–15) | Constantinescu 7 | Sala „Dumitru Popescu Colibași”, Brașov Arbitri: Pîrvu, Potîrniche |
| 16 februarie 2019 TVR 117:30 | 3× 3×         | Raport  | 4× 3×            | Sala „Dumitru Popescu Colibași”, Brașov Arbitri: Pîrvu, Potîrniche |

| 17 februarie 2019 11:00 | CSU de Vest Timișoara | 40 – 28 | LPS Târgu Jiu | Sala Universității, Timișoara Arbitri: Ardelean, Botez |
| 17 februarie 2019 11:00 | Istrate 9             | (21–14) | Andrița 15    | Sala Universității, Timișoara Arbitri: Ardelean, Botez |
| 17 februarie 2019 11:00 | 7× 2×                 | Raport  | 3× 4×         | Sala Universității, Timișoara Arbitri: Ardelean, Botez |

| 17 februarie 2019 11:00 | CSU Oradea | 14 – 44 | HC Dunărea Brăila | Sala Universității Oradea, Oradea Arbitri: Gherman, Moldovan |
| 17 februarie 2019 11:00 | Țanc 5     | (7–24)  | Preda 11          | Sala Universității Oradea, Oradea Arbitri: Gherman, Moldovan |
| 17 februarie 2019 11:00 | 1× 1×      | Raport  | 2× 2×             | Sala Universității Oradea, Oradea Arbitri: Gherman, Moldovan |

| 17 februarie 2019 TVR 211:00 | CS Rapid București  | 39 – 27 | CSU Reșița | Sala „Rapid”, București Arbitri: Agliceriu, Turdean |
| 17 februarie 2019 TVR 211:00 | Carabulea, Trifan 6 | (18–11) | Șerban 13  | Sala „Rapid”, București Arbitri: Agliceriu, Turdean |
| 17 februarie 2019 TVR 211:00 | 7× 3×               | Raport  | 3× 3×      | Sala „Rapid”, București Arbitri: Agliceriu, Turdean |

| 17 februarie 2019 11:00 | CSU Târgoviște | 21 – 31 | HC Dinamo Bitcoin | Sala Sporturilor, Târgoviște Arbitri: Mărgărit, Pirciu |
| 17 februarie 2019 11:00 | Liță 7         | (11–14) | Birton 8          | Sala Sporturilor, Târgoviște Arbitri: Mărgărit, Pirciu |
| 17 februarie 2019 11:00 | 2× 1×          | Raport  | 2× 2×             | Sala Sporturilor, Târgoviște Arbitri: Mărgărit, Pirciu |

| 17 februarie 2019 12:00 | HCF Piatra Neamț | 21 – 37 | SCM Râmnicu Vâlcea | Sala Polivalentă Mare, Piatra Neamț Arbitri: Arsene, Bontea |
| 17 februarie 2019 12:00 | Oancea 7         | (9–18)  | Gavrilă 9          | Sala Polivalentă Mare, Piatra Neamț Arbitri: Arsene, Bontea |
| 17 februarie 2019 12:00 | 2× 3×            | Raport  | 4× 3×              | Sala Polivalentă Mare, Piatra Neamț Arbitri: Arsene, Bontea |

| 17 februarie 2019 12:00 | HCM Slobozia         | 31 – 30 (Prel.) | CSU Neptun Constanța | Sala Sporturilor „Andreea Nica”, Slobozia Arbitri: Ionică, Mărgărit |
| 17 februarie 2019 12:00 | Georgescu 10         | (13–14)         | Moldoveanu 11        | Sala Sporturilor „Andreea Nica”, Slobozia Arbitri: Ionică, Mărgărit |
| 17 februarie 2019 12:00 | 3× 2×                | Raport          | 1× 1×                | Sala Sporturilor „Andreea Nica”, Slobozia Arbitri: Ionică, Mărgărit |
| 17 februarie 2019 12:00 | FT: 26–26 Prel.: 5–4 |                 |                      | Sala Sporturilor „Andreea Nica”, Slobozia Arbitri: Ionică, Mărgărit |

| 17 februarie 2019 13:00 | Steaua București | 30 – 21 | Școala 181 București | Sala Iris, București Arbitri: Geaburu, Mitran |
| 17 februarie 2019 13:00 | Zamfira 11       | (13–14) | Milea 6              | Sala Iris, București Arbitri: Geaburu, Mitran |
| 17 februarie 2019 13:00 | 5× 2×            | Raport  | 1× 2×                | Sala Iris, București Arbitri: Geaburu, Mitran |

| 17 februarie 2019 17:00 | CSM Târgu Mureș | 30 – 25 | HC Activ CSO Plopeni | Sala Sporturilor, Târgu Mureș Arbitri: Enache, Răduț |
| 17 februarie 2019 17:00 | Munteanu 6      | (14–12) | Tăbăcaru 9           | Sala Sporturilor, Târgu Mureș Arbitri: Enache, Răduț |
| 17 februarie 2019 17:00 | 7× 1×           | Raport  | 2× 1× 1×             | Sala Sporturilor, Târgu Mureș Arbitri: Enache, Răduț |

| 17 februarie 2019 17:00 | Crișul Chișineu Criș | 27 – 28 | FC Argeș Pitești | Sala Sporturilor „Victoria”, Arad Arbitri: Nițișor, Stamatoiu |
| 17 februarie 2019 17:00 | Klimek, Petrușe 7    | (13–13) | Popescu 10       | Sala Sporturilor „Victoria”, Arad Arbitri: Nițișor, Stamatoiu |
| 17 februarie 2019 17:00 | 3×                   | Raport  | 2× 1× 1×         | Sala Sporturilor „Victoria”, Arad Arbitri: Nițișor, Stamatoiu |

| 17 februarie 2019 TVR 117:30 | CSM Galați | 24 – 22 | CS Minaur Baia Mare | Sala Sporturilor, Galați Asistență: 1.400 Arbitri: Ciobea, Dordea |
| 17 februarie 2019 TVR 117:30 | Cioaric 7  | (13–12) | Šteriova 11         | Sala Sporturilor, Galați Asistență: 1.400 Arbitri: Ciobea, Dordea |
| 17 februarie 2019 TVR 117:30 | 1× 2× 1×   | Raport  | 2× 2×               | Sala Sporturilor, Galați Asistență: 1.400 Arbitri: Ciobea, Dordea |

| 18 februarie 2019 TVR HD18:00 | CS Măgura Cisnădie | 25 – 22 | SCM Craiova | Sala Polivalentă „Măgura”, Cisnădie Arbitri: Năstase, Stancu |
| 18 februarie 2019 TVR HD18:00 | Moldovan 7         | (13–10) | Nikolić 6   | Sala Polivalentă „Măgura”, Cisnădie Arbitri: Năstase, Stancu |
| 18 februarie 2019 TVR HD18:00 | 2× 3×              | Raport  | 1× 2×       | Sala Polivalentă „Măgura”, Cisnădie Arbitri: Năstase, Stancu |

| 18 februarie 2019 18:00 | CSM Slatina          | 32 – 33 (Prel.) | SCM Gloria Buzău | Sala de sport a LPS, Slatina Arbitri: Din, Ciutacu |
| 18 februarie 2019 18:00 | Fulgoi 6             | (16–15)         | Gedroit 8        | Sala de sport a LPS, Slatina Arbitri: Din, Ciutacu |
| 18 februarie 2019 18:00 | 1× 3×                | Raport          | 2× 3×            | Sala de sport a LPS, Slatina Arbitri: Din, Ciutacu |
| 18 februarie 2019 18:00 | FT: 28–28 Prel.: 4–5 |                 |                  | Sala de sport a LPS, Slatina Arbitri: Din, Ciutacu |

### Optimile de finală
Optimile de finală au fost stabilite a se desfășura pe 17 martie 2019. Tragerea la sorți pentru stabilirea meciurilor din cadrul optimilor de finală a avut loc pe 19 februarie 2019, de la ora 11:00, la sediul FRH. Echipele au fost extrase pe rând din urnă, iar partidele s-au jucat după cum urmează: prima echipă extrasă a jucat cu a doua echipă extrasă, a treia echipă extrasă a jucat cu a patra echipă extrasă și așa mai departe. Pentru fiecare partidă, echipa extrasă prima a fost gazdă, iar echipa extrasă a doua a fost oaspete. În cazurile în care o echipă din Divizia A a jucat împotriva unei echipe din Liga Națională, partida s-a desfășurat pe terenul echipei din Divizia A. Câștigătoarele partidelor au avansat în sferturile de finală. 
În urma tragerii la sorți au rezultat partidele de mai jos:
| 15 martie 2019 17:00 | HCM Slobozia | 23 – 22 | HC Dunărea Brăila | Sala Sporturilor „Andreea Nica”, Slobozia Arbitri: Enache, Răduț |
| 15 martie 2019 17:00 | Georgescu 9  | (12–12) | Dache 10          | Sala Sporturilor „Andreea Nica”, Slobozia Arbitri: Enache, Răduț |
| 15 martie 2019 17:00 | 4× 2×        | Raport  | 4× 2×             | Sala Sporturilor „Andreea Nica”, Slobozia Arbitri: Enache, Răduț |

| 15 martie 2019 TVR HD17:30 | HC Zalău     | 27 – 22 | SCM Gloria Buzău | Sala Sporturilor „Gheorghe Tadici”, Zalău Arbitri: Gheorghiu, Hagiu |
| 15 martie 2019 TVR HD17:30 | Abed Kader 8 | (16–13) | Mărginean 9      | Sala Sporturilor „Gheorghe Tadici”, Zalău Arbitri: Gheorghiu, Hagiu |
| 15 martie 2019 TVR HD17:30 | 5× 3× 1×     | Raport  | 6× 3×            | Sala Sporturilor „Gheorghe Tadici”, Zalău Arbitri: Gheorghiu, Hagiu |

| 15 martie 2019 18:00 | CSM Târgu Mureș | 27 – 34 | „U” Cluj    | Sala Sporturilor, Târgu Mureș Asistență: 1.400 Arbitri: Barbu, Manafu |
| 15 martie 2019 18:00 | Bărăbaș 10      | (14–16) | Senocico 11 | Sala Sporturilor, Târgu Mureș Asistență: 1.400 Arbitri: Barbu, Manafu |
| 15 martie 2019 18:00 | 3× 1×           | Raport  | 9× 3×       | Sala Sporturilor, Târgu Mureș Asistență: 1.400 Arbitri: Barbu, Manafu |

| 16 martie 2019 TVR HD11:00 | CS Rapid București  | 18 – 24 | CS Gloria 2018 | Sala „Rapid”, București Arbitri: Lungu, Paraschiv |
| 16 martie 2019 TVR HD11:00 | Carabulea, Tetean 4 | (9–12)  | Rodríguez 7    | Sala „Rapid”, București Arbitri: Lungu, Paraschiv |
| 16 martie 2019 TVR HD11:00 | 2× 3×               | Raport  | 4× 1×          | Sala „Rapid”, București Arbitri: Lungu, Paraschiv |

| 16 martie 2019 15:15 | CSU de Vest Timișoara | 21 – 38 | CSM București | Sala Universității, Timișoara Arbitri: Cânța, Nicolae |
| 16 martie 2019 15:15 | Bojan 7               | (15–19) | Udriștioiu 14 | Sala Universității, Timișoara Arbitri: Cânța, Nicolae |
| 16 martie 2019 15:15 | 3× 3×                 | Raport  | 2× 3×         | Sala Universității, Timișoara Arbitri: Cânța, Nicolae |

| 16 martie 2019 16:30 | Steaua București | 25 – 36 | CSM Galați  | Sala Sporturilor, Chiajna Arbitri: Ionică, Mărgărit |
| 16 martie 2019 16:30 | Zamfira 8        | (13–18) | Livrinikj 8 | Sala Sporturilor, Chiajna Arbitri: Ionică, Mărgărit |
| 16 martie 2019 16:30 | 1×               | Raport  | 6× 3×       | Sala Sporturilor, Chiajna Arbitri: Ionică, Mărgărit |

| 16 martie 2019 17:00 | FC Argeș Pitești | 24 – 32 | SCM Râmnicu Vâlcea | Sala de sport a Universității, Pitești Arbitri: Năstase, Stancu |
| 16 martie 2019 17:00 | Popescu 9        | (8–14)  | Gavrilă 7          | Sala de sport a Universității, Pitești Arbitri: Năstase, Stancu |
| 16 martie 2019 17:00 | 5× 2×            | Raport  | 3× 1×              | Sala de sport a Universității, Pitești Arbitri: Năstase, Stancu |

| 17 martie 2019 17:30 | HC Dinamo Bitcoin | 26 – 35 | CS Măgura Cisnădie | Sala Agronomia, București Arbitri: Agliceriu, Turdean |
| 17 martie 2019 17:30 | Predoi 8          | (18–16) | Moldovan 10        | Sala Agronomia, București Arbitri: Agliceriu, Turdean |
| 17 martie 2019 17:30 | 3× 1×             | Raport  | 3× 3×              | Sala Agronomia, București Arbitri: Agliceriu, Turdean |

### Sferturile de finală
Sferturile de finală au fost stabilite a se desfășura pe 31 martie 2019. Tragerea la sorți pentru stabilirea meciurilor din cadrul sferturilor de finală a avut loc pe 20 martie 2019, la sediul FRH. Echipele au fost extrase pe rând din urnă, iar partidele s-au jucat după cum urmează: prima echipă extrasă a jucat cu a doua echipă extrasă, a treia echipă extrasă a jucat cu a patra echipă extrasă și așa mai departe. Pentru fiecare partidă, echipa extrasă prima a fost gazdă, iar echipa extrasă a doua a fost oaspete. În cazul unic în care o echipă din Divizia A, HCM Slobozia, a jucat împotriva unei echipe din Liga Națională, CSM București, partida s-a desfășurat pe terenul echipei din Divizia A. Câștigătoarele partidelor au avansat în Final Four.
În urma tragerii la sorți au rezultat partidele de mai jos:
| 31 martie 2019 TVR HD11:00 | HCM Slobozia | 22 – 30 | CSM București | Sala Sporturilor „Andreea Nica”, Slobozia Arbitri: Cazan, Suliman |
| 31 martie 2019 TVR HD11:00 | Georgescu 8  | (11–16) | Mehmedović 7  | Sala Sporturilor „Andreea Nica”, Slobozia Arbitri: Cazan, Suliman |
| 31 martie 2019 TVR HD11:00 | 2×           | Raport  | 3×            | Sala Sporturilor „Andreea Nica”, Slobozia Arbitri: Cazan, Suliman |

| 31 martie 2019 TVR HD15:30 | SCM Râmnicu Vâlcea | 29 – 12 | CSM Galați           | Sala „Traian”, Râmnicu Vâlcea Arbitri: Florescu, Stoia |
| 31 martie 2019 TVR HD15:30 | Craiu, Da Silva 5  | (13–3)  | Livrinikj, Bokarić 3 | Sala „Traian”, Râmnicu Vâlcea Arbitri: Florescu, Stoia |
| 31 martie 2019 TVR HD15:30 | 1× 2×              | Raport  | 1× 2×                | Sala „Traian”, Râmnicu Vâlcea Arbitri: Florescu, Stoia |

| 31 martie 2019 TVR HD17:30 | HC Zalău   | 28 – 27 | CS Gloria 2018 | Sala Sporturilor „Gheorghe Tadici”, Zalău Arbitri: Doană, Gociu |
| 31 martie 2019 TVR HD17:30 | Szőllősi 8 | (16–14) | Pristăvița 6   | Sala Sporturilor „Gheorghe Tadici”, Zalău Arbitri: Doană, Gociu |
| 31 martie 2019 TVR HD17:30 | 2× 3×      | Raport  | 4× 3×          | Sala Sporturilor „Gheorghe Tadici”, Zalău Arbitri: Doană, Gociu |

| 1 aprilie 2019 TVR HD18:00 | CS Măgura Cisnădie   | 32 – 30 (Prel.) | „U” Cluj    | Sala Polivalentă „Măgura”, Cisnădie Arbitri: Pârvu, Potîrniche |
| 1 aprilie 2019 TVR HD18:00 | Boljević, Moldovan 8 | (13–15)         | Senocico 10 | Sala Polivalentă „Măgura”, Cisnădie Arbitri: Pârvu, Potîrniche |
| 1 aprilie 2019 TVR HD18:00 | 2× 2×                | Raport          | 6× 4×       | Sala Polivalentă „Măgura”, Cisnădie Arbitri: Pârvu, Potîrniche |
| 1 aprilie 2019 TVR HD18:00 | FT: 28–28 Prel.: 4–2 |                 |             | Sala Polivalentă „Măgura”, Cisnădie Arbitri: Pârvu, Potîrniche |

### Final4
Faza finală a competiției s-a desfășurat pe o perioadă de trei zile, între 19–21 aprilie 2019, în sistem Final Four, iar localitatea unde s-au disputat partidele s-a dorit a fi stabilită în urma unei trageri la sorți. Reulamentul preciza că „în urnă se vor introduce 4 bilete, echipele calificate la Final Four vor extrage fiecare câte un bilet. Echipa care a extras din urnă biletul cu numărul 1 are prima drept de organizare. În cazul în care refuză, echipa care a extras biletul cu numărul 2 are drept de organizare a Final Four-ului, ș.a.m.d. Dacă niciuna dintre echipe nu-și va aloca dreptul de organizare, localitatea de desfășurare va fi stabilită de F.R.H.” Tragerea la sorți pentru stabilirea priorităților organizării Final4 a avut loc pe 2 aprilie 2019, de la ora 10:30, la sediul FRH. Echipele au fost extrase din urnă în următoarea ordine:
1. CS Măgura Cisnădie
2. CSM București
3. SCM Râmnicu Vâlcea
4. HC Zalău

Deoarece CS Măgura Cisnădie a declinat dreptul de a organiza faza finală, prioritatea găzduirii acestuia au primit-o celelalte echipe, în ordinea numerelor extrase. Dar organizarea acestui turneu Final4 nu a fost lipsită de controverse, după ce presa sportivă a aflat că echipa gazdă ar fi trebuit să achite toate costurile de organizare, cazare și masă pentru cele patru echipe, pentru arbitri și pentru oficialii federației, inclusiv pentru medalii și cupe, însă Federația Română de Handbal ar fi încasat toți banii pentru biletele puse în vânzare. Până la urmă doar SCM Râmnicu Vâlcea și HC Zalău au depus oferte, dar neconforme cu solicitările FRH. În final, federația a stabilit ca turneul să se desfășoare pe teren neutru, la Bistrița, urmând ca cele patru echipe să-și împartă costurile de organizare.
Distribuția în semifinale s-a decis tot prin tragerea la sorți desfășurată pe 2 aprilie 2019, începând de la ora 10:30, la sediul FRH. Echipele au tras la sorți numerele de la 1 la 4, iar partidele s-au jucat după cum urmează: între numerele 1–4 și 2–3. Echipele învinse în semifinale au jucat apoi un meci pentru locurile III–IV, în timp ce câștigătoarele au jucat finala pentru locurile I–II.
În finală, când cele două echipe au terminat la egalitate primele 60 minute, s-au jucat câte două reprize de prelungiri a câte 5 minute fiecare. Dacă egalitatea ar fi persistat s-ar fi jucat încă două reprize de prelungiri a câte 5 minute fiecare. În cazul menținerii egalității s-ar fi executat aruncări de la 7 metri. Aceste ultime prevederi ale regulamentului nu s-au mai aplicat, deoarece CSM București a învins SCM Râmnicu Vâlcea după primele două reprize de prelungiri, cu scorul de 30 – 29.  
În urma tragerii la sorți s-au disputat partidele de mai jos. Biletele și abonamentele s-au pus în vânzare pe 16 aprilie 2019.

#### Semifinalele
| 20 aprilie 2019 TVR HD15:00 | CS Măgura Cisnădie | 21 – 31 | SCM Râmnicu Vâlcea | Sala Polivalentă, Bistrița Arbitri: Năstase, Stancu |
| 20 aprilie 2019 TVR HD15:00 | Moldovan 9         | (12–16) | Glibko 9           | Sala Polivalentă, Bistrița Arbitri: Năstase, Stancu |
| 20 aprilie 2019 TVR HD15:00 | 1× 1×              | Raport  | 2× 3×              | Sala Polivalentă, Bistrița Arbitri: Năstase, Stancu |

| 20 aprilie 2019 TVR HD17:30 | CSM București                | 27 – 23 | HC Zalău  | Sala Polivalentă, Bistrița Arbitri: Pârvu, Potîrniche |
| 20 aprilie 2019 TVR HD17:30 | Constantinescu, Mehmedović 5 | (16–6)  | Severin 7 | Sala Polivalentă, Bistrița Arbitri: Pârvu, Potîrniche |
| 20 aprilie 2019 TVR HD17:30 | 5× 2× 1×                     | Raport  | 2× 3×     | Sala Polivalentă, Bistrița Arbitri: Pârvu, Potîrniche |

#### Finala mică
| 21 aprilie 2019 TVR HD15:00 | HC Zalău  | 30 – 24 | CS Măgura Cisnădie  | Sala Polivalentă, Bistrița Arbitri: Iliescu, Manea |
| 21 aprilie 2019 TVR HD15:00 | Severin 9 | (11–14) | Apetrei, Moldovan 8 | Sala Polivalentă, Bistrița Arbitri: Iliescu, Manea |
| 21 aprilie 2019 TVR HD15:00 | 4× 3×     | Raport  | 1× 2×               | Sala Polivalentă, Bistrița Arbitri: Iliescu, Manea |

#### Finala
| 21 aprilie 2019 TVR HD17:30 | CSM București             | 30 – 29 (Prel.) | SCM Râmnicu Vâlcea | Sala Polivalentă, Bistrița Arbitri: Stark, Ștefan |
| 21 aprilie 2019 TVR HD17:30 | Radičević 9               | (14–12)         | Fernández 7        | Sala Polivalentă, Bistrița Arbitri: Stark, Ștefan |
| 21 aprilie 2019 TVR HD17:30 | 4× 4×                     | Raport          | 4× 4×              | Sala Polivalentă, Bistrița Arbitri: Stark, Ștefan |
| 21 aprilie 2019 TVR HD17:30 | FT: 26–26 Prel.: 3–1, 1–1 |                 |                    | Sala Polivalentă, Bistrița Arbitri: Stark, Ștefan |

## Etapele competiției
|  | Șaisprezecimi de finală | Șaisprezecimi de finală |                       |    | Optimi de finală   | Optimi de finală |                 |                 | Sferturi de finală | Sferturi de finală |  |  | Semifinale | Semifinale |  |  | Finala | Finala |
|  |                         |                         |                       |    |                    |                  |                 |                 |                    |                    |  |  |            |            |  |  |        |        |
|  | 17 februarie 2019       |                         |                       |    |                    |                  |                 |                 |                    |                    |  |  |            |            |  |  |        |        |
|  |                         |                         |                       |    |                    |                  |                 |                 |                    |                    |  |  |            |            |  |  |        |        |
|  | HCM Slobozia            | 31                      |                       |    |                    |                  |                 |                 |                    |                    |  |  |            |            |  |  |        |        |
|  | HCM Slobozia            | 31                      | 15 martie 2019        |    |                    |                  |                 |                 |                    |                    |  |  |            |            |  |  |        |        |
|  | CSU Neptun Constanța    | 30                      |                       |    |                    |                  |                 |                 |                    |                    |  |  |            |            |  |  |        |        |
|  | CSU Neptun Constanța    | 30                      | HCM Slobozia          | 23 |                    |                  |                 |                 |                    |                    |  |  |            |            |  |  |        |        |
|  | 17 februarie 2019       |                         | HCM Slobozia          | 23 |                    |                  |                 |                 |                    |                    |  |  |            |            |  |  |        |        |
|  |                         | HC Dunărea Brăila       | 22                    |    |                    |                  |                 |                 |                    |                    |  |  |            |            |  |  |        |        |
|  | CSU Oradea              | HC Dunărea Brăila       | 22                    | 14 |                    |                  |                 |                 |                    |                    |  |  |            |            |  |  |        |        |
|  | CSU Oradea              |                         | 31 martie 2019        | 14 |                    |                  |                 |                 |                    |                    |  |  |            |            |  |  |        |        |
|  | HC Dunărea Brăila       | 44                      |                       |    |                    |                  |                 |                 |                    |                    |  |  |            |            |  |  |        |        |
|  | HC Dunărea Brăila       | 44                      | HCM Slobozia          | 22 |                    |                  |                 |                 |                    |                    |  |  |            |            |  |  |        |        |
|  | 17 februarie 2019       |                         | HCM Slobozia          | 22 |                    |                  |                 |                 |                    |                    |  |  |            |            |  |  |        |        |
|  |                         | CSM București           | 30                    |    |                    |                  |                 |                 |                    |                    |  |  |            |            |  |  |        |        |
|  | CSU de Vest Timișoara   | CSM București           | 30                    | 40 |                    |                  |                 |                 |                    |                    |  |  |            |            |  |  |        |        |
|  | CSU de Vest Timișoara   | 16 martie 2019          |                       | 40 |                    |                  |                 |                 |                    |                    |  |  |            |            |  |  |        |        |
|  | LPS Târgu Jiu           | 28                      |                       |    |                    |                  |                 |                 |                    |                    |  |  |            |            |  |  |        |        |
|  | LPS Târgu Jiu           | 28                      | CSU de Vest Timișoara | 21 |                    |                  |                 |                 |                    |                    |  |  |            |            |  |  |        |        |
|  | 16 februarie 2019       |                         | CSU de Vest Timișoara | 21 |                    |                  |                 |                 |                    |                    |  |  |            |            |  |  |        |        |
|  |                         | CSM București           | 38                    |    |                    |                  |                 |                 |                    |                    |  |  |            |            |  |  |        |        |
|  | Corona Brașov           | CSM București           | 38                    | 24 |                    |                  |                 |                 |                    |                    |  |  |            |            |  |  |        |        |
|  | Corona Brașov           |                         | 20 aprilie 2019       | 24 |                    |                  |                 |                 |                    |                    |  |  |            |            |  |  |        |        |
|  | CSM București           | 28                      |                       |    |                    |                  |                 |                 |                    |                    |  |  |            |            |  |  |        |        |
|  | CSM București           | 28                      | CSM București         | 27 |                    |                  |                 |                 |                    |                    |  |  |            |            |  |  |        |        |
|  | 12 februarie 2019       |                         | CSM București         | 27 |                    |                  |                 |                 |                    |                    |  |  |            |            |  |  |        |        |
|  |                         | HC Zalău                | 23                    |    |                    |                  |                 |                 |                    |                    |  |  |            |            |  |  |        |        |
|  | CS Știința Bacău        | HC Zalău                | 23                    | 32 |                    |                  |                 |                 |                    |                    |  |  |            |            |  |  |        |        |
|  | CS Știința Bacău        | 15 martie 2019          |                       | 32 |                    |                  |                 |                 |                    |                    |  |  |            |            |  |  |        |        |
|  | HC Zalău                | 36                      |                       |    |                    |                  |                 |                 |                    |                    |  |  |            |            |  |  |        |        |
|  | HC Zalău                | 36                      | HC Zalău              | 27 |                    |                  |                 |                 |                    |                    |  |  |            |            |  |  |        |        |
|  | 18 februarie 2019       |                         | HC Zalău              | 27 |                    |                  |                 |                 |                    |                    |  |  |            |            |  |  |        |        |
|  |                         | SCM Gloria Buzău        | 22                    |    |                    |                  |                 |                 |                    |                    |  |  |            |            |  |  |        |        |
|  | CSM Slatina             | SCM Gloria Buzău        | 22                    | 32 |                    |                  |                 |                 |                    |                    |  |  |            |            |  |  |        |        |
|  | CSM Slatina             |                         | 31 martie 2019        | 32 |                    |                  |                 |                 |                    |                    |  |  |            |            |  |  |        |        |
|  | SCM Gloria Buzău        | 33                      |                       |    |                    |                  |                 |                 |                    |                    |  |  |            |            |  |  |        |        |
|  | SCM Gloria Buzău        | 33                      | HC Zalău              | 28 |                    |                  |                 |                 |                    |                    |  |  |            |            |  |  |        |        |
|  | 17 februarie 2019       |                         | HC Zalău              | 28 |                    |                  |                 |                 |                    |                    |  |  |            |            |  |  |        |        |
|  |                         | CS Gloria 2018          | 27                    |    |                    |                  |                 |                 |                    |                    |  |  |            |            |  |  |        |        |
|  | CS Rapid București      | CS Gloria 2018          | 27                    | 39 |                    |                  |                 |                 |                    |                    |  |  |            |            |  |  |        |        |
|  | CS Rapid București      | 16 martie 2019          |                       | 39 |                    |                  |                 |                 |                    |                    |  |  |            |            |  |  |        |        |
|  | CSU Reșița              | 27                      |                       |    |                    |                  |                 |                 |                    |                    |  |  |            |            |  |  |        |        |
|  | CSU Reșița              | 27                      | CS Rapid București    | 18 |                    |                  |                 |                 |                    |                    |  |  |            |            |  |  |        |        |
|  | 16 februarie 2019       |                         | CS Rapid București    | 18 |                    |                  |                 |                 |                    |                    |  |  |            |            |  |  |        |        |
|  |                         | CS Gloria 2018          | 24                    |    |                    |                  |                 |                 |                    |                    |  |  |            |            |  |  |        |        |
|  | CS Dacia Mioveni        | CS Gloria 2018          | 24                    | 15 |                    |                  |                 |                 |                    |                    |  |  |            |            |  |  |        |        |
|  | CS Dacia Mioveni        |                         | 21 aprilie 2019       | 15 |                    |                  |                 |                 |                    |                    |  |  |            |            |  |  |        |        |
|  | CS Gloria 2018          | 27                      |                       |    |                    |                  |                 |                 |                    |                    |  |  |            |            |  |  |        |        |
|  | CS Gloria 2018          | 27                      | CSM București         | 30 |                    |                  |                 |                 |                    |                    |  |  |            |            |  |  |        |        |
|  | 17 februarie 2019       |                         | CSM București         | 30 |                    |                  |                 |                 |                    |                    |  |  |            |            |  |  |        |        |
|  |                         | SCM Râmnicu Vâlcea      | 29                    |    |                    |                  |                 |                 |                    |                    |  |  |            |            |  |  |        |        |
|  | CSU Târgoviște          | SCM Râmnicu Vâlcea      | 29                    | 21 |                    |                  |                 |                 |                    |                    |  |  |            |            |  |  |        |        |
|  | CSU Târgoviște          | 17 martie 2019          |                       | 21 |                    |                  |                 |                 |                    |                    |  |  |            |            |  |  |        |        |
|  | HC Dinamo Bitcoin       | 31                      |                       |    |                    |                  |                 |                 |                    |                    |  |  |            |            |  |  |        |        |
|  | HC Dinamo Bitcoin       | 31                      | HC Dinamo Bitcoin     | 26 |                    |                  |                 |                 |                    |                    |  |  |            |            |  |  |        |        |
|  | 18 februarie 2019       |                         | HC Dinamo Bitcoin     | 26 |                    |                  |                 |                 |                    |                    |  |  |            |            |  |  |        |        |
|  |                         | CS Măgura Cisnădie      | 35                    |    |                    |                  |                 |                 |                    |                    |  |  |            |            |  |  |        |        |
|  | CS Măgura Cisnădie      | CS Măgura Cisnădie      | 35                    | 25 |                    |                  |                 |                 |                    |                    |  |  |            |            |  |  |        |        |
|  | CS Măgura Cisnădie      |                         | 1 aprilie 2019        | 25 |                    |                  |                 |                 |                    |                    |  |  |            |            |  |  |        |        |
|  | SCM Craiova             | 22                      |                       |    |                    |                  |                 |                 |                    |                    |  |  |            |            |  |  |        |        |
|  | SCM Craiova             | 22                      | CS Măgura Cisnădie    | 32 |                    |                  |                 |                 |                    |                    |  |  |            |            |  |  |        |        |
|  | 17 februarie 2019       |                         | CS Măgura Cisnădie    | 32 |                    |                  |                 |                 |                    |                    |  |  |            |            |  |  |        |        |
|  |                         | „U” Cluj                | 30                    |    |                    |                  |                 |                 |                    |                    |  |  |            |            |  |  |        |        |
|  | CSM Târgu Mureș         | „U” Cluj                | 30                    | 30 |                    |                  |                 |                 |                    |                    |  |  |            |            |  |  |        |        |
|  | CSM Târgu Mureș         | 15 martie 2019          |                       | 30 |                    |                  |                 |                 |                    |                    |  |  |            |            |  |  |        |        |
|  | HC Activ CSO Plopeni    | 25                      |                       |    |                    |                  |                 |                 |                    |                    |  |  |            |            |  |  |        |        |
|  | HC Activ CSO Plopeni    | 25                      | CSM Târgu Mureș       | 27 |                    |                  |                 |                 |                    |                    |  |  |            |            |  |  |        |        |
|  | 16 februarie 2019       |                         | CSM Târgu Mureș       | 27 |                    |                  |                 |                 |                    |                    |  |  |            |            |  |  |        |        |
|  |                         | „U” Cluj                | 34                    |    |                    |                  |                 |                 |                    |                    |  |  |            |            |  |  |        |        |
|  | CSU Știința București   | „U” Cluj                | 34                    | 25 |                    |                  |                 |                 |                    |                    |  |  |            |            |  |  |        |        |
|  | CSU Știința București   |                         | 20 aprilie 2019       | 25 |                    |                  |                 |                 |                    |                    |  |  |            |            |  |  |        |        |
|  | „U” Cluj                | 31                      |                       |    |                    |                  |                 |                 |                    |                    |  |  |            |            |  |  |        |        |
|  | „U” Cluj                | 31                      | CS Măgura Cisnădie    | 21 |                    |                  |                 |                 |                    |                    |  |  |            |            |  |  |        |        |
|  | 17 februarie 2019       |                         | CS Măgura Cisnădie    | 21 |                    |                  |                 |                 |                    |                    |  |  |            |            |  |  |        |        |
|  |                         | SCM Râmnicu Vâlcea      | 31                    |    | Finala mică        | Finala mică      |                 |                 |                    |                    |  |  |            |            |  |  |        |        |
|  | Crișul Chișineu Criș    | SCM Râmnicu Vâlcea      | 31                    | 27 | Finala mică        | Finala mică      |                 |                 |                    |                    |  |  |            |            |  |  |        |        |
|  | Crișul Chișineu Criș    | 16 martie 2019          | 16 martie 2019        | 27 |                    |                  | 21 aprilie 2019 | 21 aprilie 2019 |                    |                    |  |  |            |            |  |  |        |        |
|  | FC Argeș Pitești        | 16 martie 2019          | 16 martie 2019        | 28 |                    |                  | 21 aprilie 2019 | 21 aprilie 2019 |                    |                    |  |  |            |            |  |  |        |        |
|  | FC Argeș Pitești        | FC Argeș Pitești        | 24                    | 28 | HC Zalău           | 30               |                 |                 |                    |                    |  |  |            |            |  |  |        |        |
|  | 17 februarie 2019       | FC Argeș Pitești        | 24                    |    | HC Zalău           | 30               |                 |                 |                    |                    |  |  |            |            |  |  |        |        |
|  |                         | SCM Râmnicu Vâlcea      | 32                    |    | CS Măgura Cisnădie | 24               |                 |                 |                    |                    |  |  |            |            |  |  |        |        |
|  | HCF Piatra Neamț        | SCM Râmnicu Vâlcea      | 32                    | 21 | CS Măgura Cisnădie | 24               |                 |                 |                    |                    |  |  |            |            |  |  |        |        |
|  | HCF Piatra Neamț        |                         | 31 martie 2019        | 21 |                    |                  |                 |                 |                    |                    |  |  |            |            |  |  |        |        |
|  | SCM Râmnicu Vâlcea      | 37                      |                       |    |                    |                  |                 |                 |                    |                    |  |  |            |            |  |  |        |        |
|  | SCM Râmnicu Vâlcea      | 37                      | SCM Râmnicu Vâlcea    | 29 |                    |                  |                 |                 |                    |                    |  |  |            |            |  |  |        |        |
|  | 17 februarie 2019       |                         | SCM Râmnicu Vâlcea    | 29 |                    |                  |                 |                 |                    |                    |  |  |            |            |  |  |        |        |
|  |                         | CSM Galați              | 12                    |    |                    |                  |                 |                 |                    |                    |  |  |            |            |  |  |        |        |
|  | Steaua București        | CSM Galați              | 12                    | 30 |                    |                  |                 |                 |                    |                    |  |  |            |            |  |  |        |        |
|  | Steaua București        | 16 martie 2019          |                       | 30 |                    |                  |                 |                 |                    |                    |  |  |            |            |  |  |        |        |
|  | Școala 181 București    | 21                      |                       |    |                    |                  |                 |                 |                    |                    |  |  |            |            |  |  |        |        |
|  | Școala 181 București    | 21                      | Steaua București      | 25 |                    |                  |                 |                 |                    |                    |  |  |            |            |  |  |        |        |
|  | 17 februarie 2019       |                         | Steaua București      | 25 |                    |                  |                 |                 |                    |                    |  |  |            |            |  |  |        |        |
|  |                         | CSM Galați              | 36                    |    |                    |                  |                 |                 |                    |                    |  |  |            |            |  |  |        |        |
|  | CSM Galați              | CSM Galați              | 36                    | 24 |                    |                  |                 |                 |                    |                    |  |  |            |            |  |  |        |        |
|  | CSM Galați              |                         |                       | 24 |                    |                  |                 |                 |                    |                    |  |  |            |            |  |  |        |        |
|  | CS Minaur Baia Mare     | 22                      |                       |    |                    |                  |                 |                 |                    |                    |  |  |            |            |  |  |        |        |
|  | CS Minaur Baia Mare     | 22                      |                       |    |                    |                  |                 |                 |                    |                    |  |  |            |            |  |  |        |        |

## Clasament și statistici
| Loc | Echipă             |
| --- | ------------------ |
|     | CSM București      |
|     | SCM Râmnicu Vâlcea |
|     | HC Zalău           |
| 4   | CS Măgura Cisnădie |

| Premiu                           | Handbalistă                       |
| -------------------------------- | --------------------------------- |
| MVP al Final4                    | Andrea Lekić (SRB)                |
| Portarul Final4                  | Jelena Grubišić (CRO)             |
| Cea mai bună apărătoare a Final4 | Alexandra Severin (ROU)           |
| Golgheterul Final4               | Ada Moldovan (ROU) (17 goluri)    |
| Golgheterul Cupei României       | Ada Moldovan (ROU) (42 de goluri) |

### Clasamentul marcatoarelor
Actualizat pe 21 aprilie 2019
| Poz. | Nume                         | Echipă               | Meciuri | Goluri |
| ---- | ---------------------------- | -------------------- | ------- | ------ |
| 1    | Ada Moldovan (ROU)           | CS Măgura Cisnădie   | 5       | 42     |
| 2    | Dana Abed Kader (ROU)        | HC Zalău             | 5       | 28     |
| 3    | Alexandra Georgescu (ROU)    | HCM Slobozia         | 3       | 27     |
| 3    | Mihaela Senocico-Ani (ROU)   | „U” Cluj             | 3       | 27     |
| 5    | Alexandra Severin (ROU)      | HC Zalău             | 5       | 26     |
| 6    | Irina Glibko (UKR)           | SCM Râmnicu Vâlcea   | 5       | 24     |
| 7    | Jasna Boljević (MNE)         | CS Măgura Cisnădie   | 5       | 19     |
| 7    | Claudia Constantinescu (ROU) | CSM București        | 5       | 19     |
| 7    | Alexandra Gavrilă (ROU)      | SCM Râmnicu Vâlcea   | 5       | 19     |
| 7    | Florina Popescu (ROU)        | FC Argeș Pitești     | 2       | 19     |
| 7    | Jovanka Radičević (MNE)      | CSM București        | 5       | 19     |
| 7    | Aneta Udriștioiu (ROU)       | CSM București        | 5       | 19     |
| 7    | Andreea Zamfira (ROU)        | CSA Steaua București | 2       | 19     |